# Acanthurus sohal
Acanthurus sohal (Forsskål, 1775), conosciuto comunemente come pesce chirurgo sohal, pesce chirurgo zebrato o pesce chirurgo arabo, è un pesce d'acqua salata appartenente alla famiglia Acanthuridae.

## Distribuzione e habitat
È una specie endemica del Mar Rosso, dove popola la barriera corallina prediligendo le zone poco profonde e le pozze di marea, spingendosi fino a 10 metri di profondità. È comune anche nel Mar Arabico e nel Golfo di Aden, la sua presenza è segnalata lungo il litorale orientale africano fino alle Seychelles. Vive in acque con temperatura tra i 24 e i 27 °C.

## Descrizione
Il pesce chirurgo presenta un corpo marcatamente ovale e la coda a forma di mezzaluna. La pinna dorsale è unica, nera bordata di azzurro, alla stessa stregua della pinna anale.

Si distingue facilmente per la tipica colorazione aposematica, con strisce orizzontali blu e grigie (da cui deriva il nome chirurgo zebrato) e per la presenza di due macchie gialle in corrispondenza della pinna pettorale e delle lame, ubicate ai lati del peduncolo caudale.

Gli esemplari adulti arrivano a misurare fino a 40 cm.

## Biologia

### Comportamento
Acanthurus sohal è un pesce territoriale, spesso aggressivo contro gli intrusi, a difesa del territorio.

### Alimentazione
Come gli altri acanturidi, anche il pesce chirurgo sohal è erbivoro e si nutre principalmente di alghe.

## Acquariofilia
Questa specie è allevata in acquari di barriera domestici e pubblici.